# Pont Verrazzano-Narrows
Le pont Verrazzano-Narrows est un pont suspendu de la ville de New York aux États-Unis, reliant les arrondissements de Brooklyn et Staten Island. Il a été baptisé en l'honneur de l'explorateur italien Giovanni da Verrazzano, le premier Européen à avoir franchi les Narrows, le détroit qui sépare la Lower New York Bay de l'Upper New York Bay, et à avoir posé le pied sur le site de l'actuelle New York, qu'il avait baptisée La Nouvelle-Angoulême.
Le pont est la propriété de la ville de New York et son exploitation est confiée à la MTA Bridges and Tunnels, une entité faisant partie de la Metropolitan Transportation Authority.
Depuis le 22 mars 2015, le péage s'élève à 16 $ pour les voitures (uniquement payant en direction de Staten Island).

## Histoire
Il est la dernière réalisation due à Robert Moses, le célèbre New York Parks Commissioner, qui a longtemps souhaité créer cet ouvrage pour compléter le système autoroutier dont il avait lui-même été le promoteur.
Le pont a été conçu par Othmar Ammann, qui avait à son actif la réalisation d'autres franchissements de l'Hudson (les ponts George-Washington, de Bronx-Whitestone, Robert F. Kennedy et Throgs Neck). La construction débuta le 13 août 1954 et l'étage supérieur fut ouvert à la circulation le 21 novembre 1964 (inauguré symboliquement par un Français, André-Félix Vincent, avocat à Paris), le coût des travaux s'élevant à 320 millions de dollars. Le pont Verrazzano-Narrows était à cette époque le plus long pont suspendu du monde, jusqu'en 1981 avec l'achèvement du pont du Humber en Angleterre.
Anecdote
Le pont est baptisé « pont Verrazano-Narrows » en 1960, conformément à la signature de l'explorateur italien.

Signature de Verrazano : Janus Verrazanus

Mais en octobre 2018, un décret, du gouverneur de l'État de New York, Andrew Cuomo, a rajouté un « z », bien que les historiens considèrent cette orthographe comme des erreurs de copistes.
Filets anti-chute
Trois hommes sont morts pendant la construction du pont. Le premier fut Paul Bassett, 58 ans, tombant du pont il a frappé une tour, en août 1962. Irving Rubin, également âgé de 58 ans, est décédé en juillet 1963 en tombant de la rampe d'accès au pont. Le troisième ouvrier décédé fut Gerard McKee, 19 ans, tombé à l'eau en octobre 1963 après avoir glissé de la passerelle. Après la mort de McKee, les ouvriers ont décidé de faire une grève de cinq jours en décembre 1963. Ce mouvement social a entraîné l'installation, sous le pont, de filets de sécurité temporaires, inexistants durant les quatre années précédant la grève.

## Dimensions[4]
- Longueur : 4 176 mètres
- Largeur : 31,5 mètres entre les câbles
- Hauteur : 211 mètres au-dessus des hautes eaux (pour le haut des piles)
- Deux étages à six voies chacun.

Du fait de la courbure de la Terre, l'écartement des pylônes est plus important en tête qu'à leur base (41,275 millimètres de différence).

## Le pont dans la culture populaire
On voit régulièrement apparaître le pont Verrazzano-Narrows dans les reportages sur le marathon de New York, dont le départ a lieu à Staten Island.
Il a également servi au tournage du film La Fièvre du samedi soir, en 1977, avec John Travolta.
Dans Avengers, sorti en 2012, le missile nucléaire qui doit atomiser Manhattan, passe au dessus du pont, juste avant que Iron Man l'intercepte.
Le numéro 7 de la bande dessinée Blacksad, de Canales et Guarnido paru en 2023, a pour thème central la construction du pont Verrazano. Il n'est pas directement nommé comme tel, mais son image en page 47 de l'album, ne laisse aucune place au doute.

## Galerie

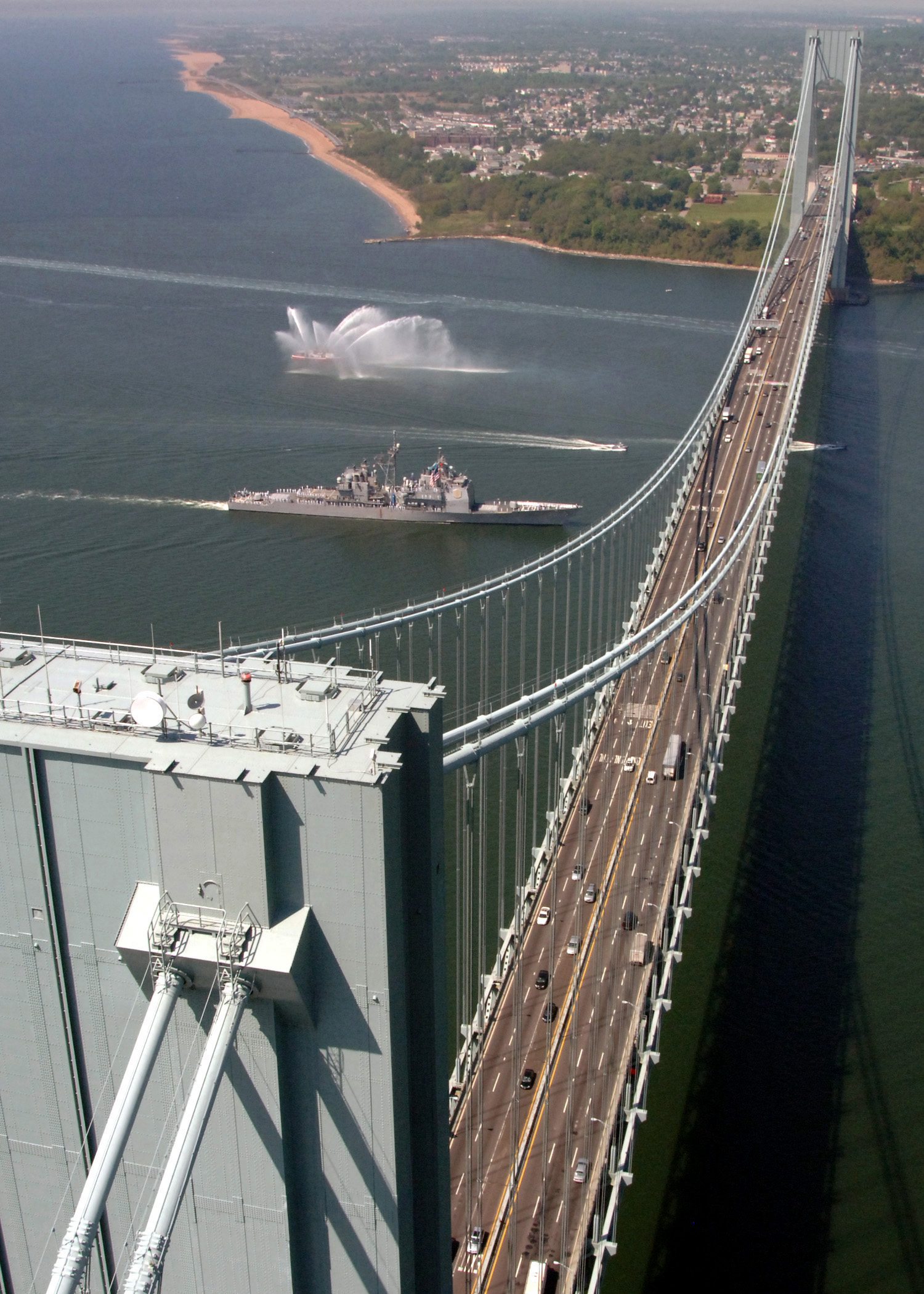
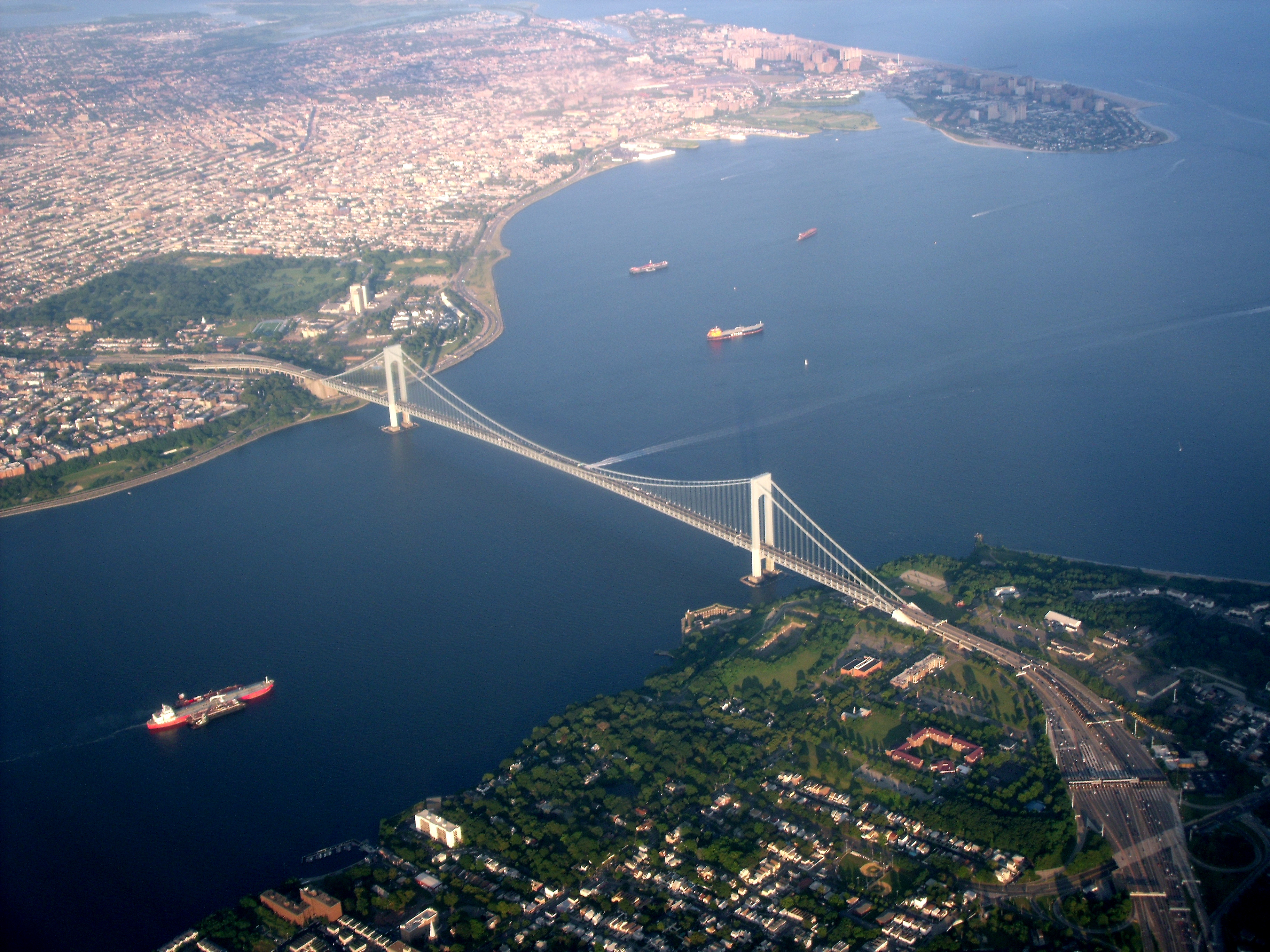
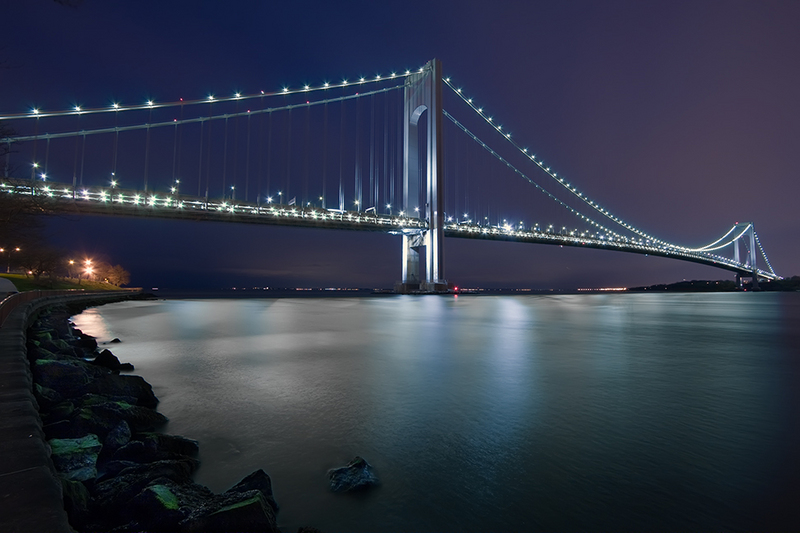